# Liveinvolvo
Liveinvolvo è un album del 1998 ed un DVD del 2003 di Vinicio Capossela.

## Il disco
L'album e il video contengono brani diversi. L'album vede la partecipazione della Kočani Orkestar, una fanfara di ottoni macedone, «a suggello del mio modo balcanico di sentire il paese in cui ci dibattiamo», ha detto il cantautore. 
Il disco è stato registrato nel 1997, durante tre diversi concerti; del primo, al Naima Club di Forlì, Capossela ha detto: «È stata una giornata memorabile, tanto che il giorno dopo nessuno riusciva a ricordarla». 

## Tracce dell'album
1. Una giornata senza pretese – 3:27
2. La notte se n'è andata – 4:03
3. Stanco e perduto – 3:21
4. Il fantasma delle tre – 4:41
5. Fatalità – 3:08
6. Estate – 3:43
7. Cristal – 1:54
8. Ultimo amore – 7:11
9. Scivola vai via – 5:14
10. L'accolita dei rancorosi – 4:31
11. Che coss'è l'amor – 4:59
12. Notte newyorkese – 3:48
13. Contrada Chiavicone – 4:00
14. Zampanò – 4:04
15. Al veglione – 4:05
16. All'una e trentacinque circa – 4:20
17. Il pugile sentimentale – 4:17
18. Scatà scatà (Scatafascio) – 2:58

## Formazione
- Vinicio Capossela (pianoforte, chitarra tremola e voce)
- Enrico Lazzarini (contrabbasso)
- Mirco Mariani (batteria)
- Piero Odorici (sassofoni)
- Luciano Titi (fisarmonica, organo e percussioni)
- Giancarlo Bianchetti (chitarra)
- Roberto Faenzi (repenique e percussioni)
- Maurizio Asaro (congas)
- Davide Graziano (batteria)
- Neat Veliov e Kocani Orkestar.